# کالاسیته
کالاسیته (به اسپانیایی: Calaceite) یک شهرستان در اسپانیا است که در استان تروئل واقع شده‌است.

## خصوصیات
کالاسیته ۸۱ کیلومترمربع مساحت و ۱٬۱۴۵ نفر جمعیت دارد و ۵۱۱ متر بالاتر از سطح دریا واقع شده‌است.